# Svetovno prvenstvo v hokeju na ledu 2011 - Divizija I
Divizija I Svetovnega prvenstva v hokeju na ledu 2011 se je odvila od 17. aprila do 23. aprila 2011. Na turnirju je sodelovalo 12 reprezentanc, razdeljenih v dve skupini (skupino A in skupino B). 
Tekme so igrali v dvorani Papp László Sportaréna v Budimpešti, Madžarska; ter v dvorani Palača športa v Kijevu, Ukrajina.

## Sodelujoče države

### Skupina A
Skupina A se je odvila v madžarski prestolnici Budimpešti:
| Reprezentanca | Rezultat iz leta 2010                                                                |
| ------------- | ------------------------------------------------------------------------------------ |
| Italija       | Udeležbo so si zagotovili z izpadom v elitni diviziji 2010.                          |
| Madžarska     | Gostiteljica; udeležbo so si zagotovili z drugim mestom v skupini B Diviziji I 2010. |
| Japonska      | Udeležbo so si zagotovili s tretjim mestom v skupini A v Diviziji I 2010.            |
| Nizozemska    | Udeležbo so si zagotovili s četrtim mestom v skupini A v Diviziji I 2010.            |
| Južna Koreja  | Udeležbo so si zagotovili s petim mestom v skupini B v Diviziji I 2010.              |
| Španija       | Udeležbo so si zagotovili s prvim mestom v skupini A v Diviziji II 2010.             |

### Skupina B
Skupina B se je odvila v ukrajinski prestolnici Kijevu:
| Reprezentanca       | Rezultat iz leta 2010                                                                  |
| ------------------- | -------------------------------------------------------------------------------------- |
| Kazahstan           | Udeležbo so si zagotovili z izpadom v elitni diviziji 2010.                            |
| Ukrajina            | Gostiteljica; udeležbo so si zagotovili z drugim mestom v skupini A v Diviziji I 2010. |
| Poljska             | Udeležbo so si zagotovili s tretjim mestom v skupini B v Diviziji I 2010.              |
| Združeno kraljestvo | Udeležbo so si zagotovili s četrtim mestom v skupini B v Diviziji I 2010.              |
| Litva               | Udeležbo so si zagotovili s petim mestom v skupini A v Diviziji I 2010.                |
| Estonija            | Udeležbo so si zagotovili s prvim mestom v skupini B v Diviziji II 2010.               |

## Skupina A

### Končna lestvica
|   | Reprezentanca | OT | Z | ZPP | PPP | P | GF | GA | GR  | TOČ |
| - | ------------- | -- | - | --- | --- | - | -- | -- | --- | --- |
| 1 | Italija       | 4  | 3 | 1   | 0   | 0 | 15 | 5  | +10 | 11  |
| 2 | Madžarska     | 4  | 3 | 0   | 1   | 0 | 29 | 11 | +18 | 10  |
| 3 | Južna Koreja  | 4  | 1 | 0   | 1   | 2 | 11 | 18 | −7  | 4   |
| 4 | Nizozemska    | 4  | 1 | 0   | 0   | 3 | 16 | 18 | −2  | 3   |
| 5 | Španija       | 4  | 0 | 1   | 0   | 3 | 6  | 25 | −19 | 2   |

Italija napreduje v elitno divizijo za 2012.
Španija je izpadla v Divizijo II za 2012.

### Tekme
| 17. april | Španija | 0 – 2 | Italija | Papp László Sportaréna, Budimpešta |

| Poročilo tekme | Poročilo tekme | Poročilo tekme  | Poročilo tekme                                                                                  | Poročilo tekme                       |
| -------------- | -------------- | --------------- | ----------------------------------------------------------------------------------------------- | ------------------------------------ |
| Začetek: 16:00 |                | (0–0, 0–1, 0–1) | 29:05 – P. Iannone (M. de Marchi, N. Plastino) (PP) 49:53 – A. Helfer (A. Hofer, A. Egger) (PP) | Gledalci: 2.900 Sodnik: Peter Lokšík |

| 17. april | Nizozemska | 3 – 7 | Madžarska | Papp László Sportaréna, Budimpešta |

| Poročilo tekme | Poročilo tekme | Poročilo tekme  | Poročilo tekme | Poročilo tekme                      |
| -------------- | --- | --------------- | --- | ----------------------------------- |
| Začetek: 19:30 | 31:07 – D. Hagemeijer (PP) 32:05 – C. van Schagen (J. Schaafsma, J. van Oorschot) 58:56 – I. van den Heuvel (B. Teunissen, N. de Jong) | (0–4, 2–1, 1–2) | 13:53 – L. Sikorčin (K. Palkovics, C. Kovács) 15:56 – A. Horváth (M. Vas, B. Ladányi) (PP) 17:13 – C. Kovács 18:12 – I. Sofron (B. Ladányi) 28:35 – I. Sofron (A. Horváth, B. Ladányi) (PP) 43:59 – M. Vas (I. Sofron, B. Ladányi) 55:43 – J. Vas (N. Galanisz) | Gledalci: 7.961 Sodnik: Harry Dumas |

| 18. april | Italija | 3 – 2 | Nizozemska | Papp László Sportaréna, Budimpešta |

| Poročilo tekme | Poročilo tekme | Poročilo tekme  | Poročilo tekme                                                                                           | Poročilo tekme                           |
| -------------- | --- | --------------- | --- | ---------------------------------------- |
| Začetek: 16:00 | 00:21 – L. Ansoldi (M. Souza, A. Hofer) 03:40 – G. Scandella (A. Egger) (SH) 26:40 – P. Iannone (A. Helfer, A. Hofer) (PP) | (2–1, 1–1, 0–0) | 16:56 – A. Demelinne (N. de Jong, M. Dalhuisen) (PP) 24:11 – A. Demelinne (J. Schaafsma, C. van Schagen) | Gledalci: 2.820 Sodnik: Jimmy Bergamelli |

| 18. april | Madžarska | 6 – 3 | Južna Koreja | Papp László Sportaréna, Budimpešta |

| Poročilo tekme | Poročilo tekme | Poročilo tekme  | Poročilo tekme                                                                      | Poročilo tekme                       |
| -------------- | --- | --------------- | ----------------------------------------------------------------------------------- | ------------------------------------ |
| Začetek: 19:30 | 05:08 - M. Vas (A. Horváth) 09:39 - R. Holéczy (B. Magosi, A. Benk) 17:55 - I. Sofron (B. Ladányi, M. Vas) 55:17 - D. Kóger 55:24 - I. Sofron (M.Vas, B. Ladányi) 58:38 - I. Sofron (B. Ladányi, T. Sille) | (3–1, 0–0, 3–2) | 14:58 - Lee D.K. (Lee Y.J., Kwon T.A.) 45:52 - Kim S.W. 49:04 - Sin S.W. (Kim W.J.) | Gledalci: 7.366 Sodnik: Igor Dremelj |

| 20. april | Španija | 2 – 8 | Nizozemska | Papp László Sportaréna, Budimpešta |

| Poročilo tekme | Poročilo tekme                                        | Poročilo tekme  | Poročilo tekme | Poročilo tekme                       |
| -------------- | ----------------------------------------------------- | --------------- | --- | ------------------------------------ |
| Začetek: 16:00 | C. Quevedo (J. Muñoz) – 44:25 J. Palacin (PP) – 52:25 | (0–4, 0–2, 2–2) | 03:33 – J. Schaafsma (D. Hagemeijer) 07:10 – A. Demelinne (C. van Schagen, N. de Jong) 09:31 – D. Hagemeijer (I. van den Heuvel, P.Groeneveld) (SH) 10:43 – M. Kars (L. Houkes, M. Bastings) 30:46 – R. Wurm (L. Houkes, M. Bastings) 35:14 – D. Hagemeijer (M. Kars, B. Willemse) (PP) 45:57 – R. Wurm (M. Bastings, L. Houkes) 47:47 – M. Kars (L. van Sloun, K. Bruijsten) | Gledalci: 1.960 Sodnik: Peter Loksik |

| 20. april | Italija | 6 – 0 | Južna Koreja | Papp László Sportaréna, Budimpešta |

| Poročilo tekme | Poročilo tekme | Poročilo tekme  | Poročilo tekme | Poročilo tekme                      |
| -------------- | --- | --------------- | -------------- | ----------------------------------- |
| Začetek: 19:30 | 10:54 – M. Insam (A. Egger, G. Scandella) 24:28 – G. Scandella (PP) 35:55 – M. Insam (A. Egger, G. Scandella) 40:46 – A. Egger (A. Helfer, M. Souza) 52:07 – T. Larkin (P. Iannone, J. Pittis) (SH) 58:54 – P. Iannone (R. Watson) | (1–0, 2–0, 3–0) |                | Gledalci: 2.650 Sodnik: Harry Dumas |

| 22. april | Nizozemska | 3 – 6 | Južna Koreja | Papp László Sportaréna, Budimpešta |

| Poročilo tekme | Poročilo tekme | Poročilo tekme  | Poročilo tekme | Poročilo tekme                       |
| -------------- | --- | --------------- | --- | ------------------------------------ |
| Začetek: 16:00 | 18:00 – I. van den Heuvel (D. Hagemeijer) 20:35 – J. Schaafsma (A. Demelinne, C. van Schagen) 36:00 – R. Wurm (K. Bruijsten, E. Tummers) | (1–1, 2–4, 0–1) | 03:48 – Lee Y.J. (Kim Hyeok) (SH) 21:30 – Kim W.J. (Kim S.W., Kim B.J.) 30:19 – Kim G.H. (Kim W.J.) 32:30 – Park W.S. (Kim H.S., Lee Y.J.) 34:08 – Lee D.K. (Song D.H.) 58:04 – Kim G.H. (Cho M.H.) | Gledalci: 2.822 Sodnik: Igor Dremelj |

| 22. april | Madžarska | 13 – 1 | Španija | Papp László Sportaréna, Budimpešta |

| Poročilo tekme | Poročilo tekme | Poročilo tekme  | Poročilo tekme                                   | Poročilo tekme                           |
| -------------- | --- | --------------- | ------------------------------------------------ | ---------------------------------------- |
| Začetek: 19:30 | 9:15 – T. Pozsgai (Á. Hegyi, L. Sikorčin) (PP) 10:32 – A. Benk (B. Magosi, R. Holéczy) 11:24 – A. Horváth (B. Ladányi, M. Vas) 15:41 – B. Ladányi (M. Vas, A. Horváth) (SH) 16:55 – B. Magosi (T. Sille, R. Holéczy) 28:16 – A. Horváth (B. Ladányi, I. Sofron) (PP) 31:43 – K. Palkovics (J. Vas, Á. Hegyi) (PP) 35:20 – C. Kovács (D. Kóger, N. Galanisz) 47:42 – K. Palkovics (L. Sikorčin, Á. Hegyi) 48:37 – N. Galanisz (C. Kovács, D. Kóger) 51:35 – C. Kovács (N. Galanisz, D. Kóger) (PP) 52:53 – I. Bartalis (B. Ladányi, I. Sofron) 56:39 – I. Sofron (V. Tokaji, A. Horváth) (PP) | (5–1, 3–0, 5–1) | 46:20 – J. Brabo (J. Gavilanes, C. Quevedo) (PP) | Gledalci: 8.479 Sodnik: Jimmy Bergamelli |

| 23. april | Južna Koreja | 2 – 3 (pod.) | Španija | Papp László Sportaréna, Budimpešta |

| Poročilo tekme | Poročilo tekme                               | Poročilo tekme       | Poročilo tekme                                                                                                  | Poročilo tekme                       |
| -------------- | -------------------------------------------- | -------------------- | --- | ------------------------------------ |
| Začetek: 16:00 | Kim W.J. (Kim G.H.) – 36:23 Kim W.J. – 52:55 | (0–1, 1–0, 1–1, 0–1) | 18:09 – JJ Palacín (B. Ribot-Tona) 45:23 – C. Quevedo (A. Pedraz) 64:05 – S. Barnola (J. Brabo, A. Pedraz) (PP) | Gledalci: 2.996 Sodnik: Igor Dremelj |

| 23. april | Italija | 4 – 3 (pod.) | Madžarska | Papp László Sportaréna, Budimpešta |

| Poročilo tekme | Poročilo tekme | Poročilo tekme       | Poročilo tekme | Poročilo tekme                      |
| -------------- | --- | -------------------- | --- | ----------------------------------- |
| Začetek: 19:30 | M. Souza (M. De Marchi) – 03:36 G. Scandella (A. Hofer, A. Egger) – 10:00 G. Scandella (A. Hofer, A. Helfer) (PP) – 19:51 A. Helfer (PP) – 60:56 | (3–1, 0–1, 0–1, 1–0) | 11:42 – B. Ladányi (A. Horváth, V. Tokaji) (PP2) 29:57 – L. Sikorcin (Á Hegyi, J. Vas) 44:21 – M. Vas (B. Ladányi, I. Sofron) | Gledalci: 8.723 Sodnik: Harry Dumas |

### Najboljši igralci
Najboljši igralci po izboru direktorata:
- Najboljši vratar:  Eum Hyun-Seung
- Najboljši branilec:  Armin Helfer
- Najboljši napadalec:  István Sofron

### Vodilni strelci
| Igralec              | OT | G | P  | TOČ | +/- | KM |
| -------------------- | -- | - | -- | --- | --- | -- |
| Balázs Ladányi       | 4  | 2 | 10 | 12  | +7  | 0  |
| István Sofron        | 4  | 6 | 4  | 10  | +6  | 0  |
| András Horváth       | 4  | 3 | 6  | 9   | +6  | 4  |
| Márton Vas           | 4  | 3 | 5  | 8   | +6  | 4  |
| Giulio Scandella     | 4  | 4 | 2  | 6   | +4  | 4  |
| Alexander Egger      | 4  | 1 | 5  | 6   | +5  | 2  |
| Diederick Hagemeijer | 4  | 3 | 2  | 5   | -1  | 6  |
| Csaba Kovács         | 4  | 3 | 2  | 5   | +2  | 2  |
| Armin Helfer         | 4  | 2 | 3  | 5   | +3  | 0  |
| Ladislav Sikorcin    | 4  | 2 | 3  | 5   | +2  | 0  |

### Vodilni vratarji
V preglednici je navedenih najboljših pet vratarjev, ki so za svoje reprezentance na ledu prebili vsaj 40% igralnega časa.
| Igralec           | MIN    | SOG | GA | GAA  | %      | SO |
| ----------------- | ------ | --- | -- | ---- | ------ | -- |
| Thomas Tragust    | 120:00 | 37  | 0  | 0.00 | 100,00 | 2  |
| Daniel Bellissimo | 120:56 | 75  | 5  | 2.48 | 93,33  | 0  |
| Levente Szuper    | 110:56 | 70  | 5  | 2.70 | 92,86  | 0  |
| Ander Alcaine     | 204:05 | 203 | 18 | 5.29 | 91,13  | 0  |
| Ian Meierdres     | 118:50 | 84  | 9  | 4.54 | 89,29  | 0  |

Za obrazložitev tabele glej sem.

## Skupina B

### Končna lestvica
|   | Reprezentanca       | OT | Z | ZPP | PPP | P | GF | GA | GR  | TOČ |
| - | ------------------- | -- | - | --- | --- | - | -- | -- | --- | --- |
| 1 | Kazahstan           | 5  | 4 | 1   | 0   | 0 | 21 | 6  | +15 | 14  |
| 2 | Združeno kraljestvo | 5  | 4 | 0   | 0   | 1 | 21 | 9  | +12 | 12  |
| 3 | Ukrajina            | 5  | 3 | 0   | 1   | 1 | 19 | 12 | +7  | 10  |
| 4 | Poljska             | 5  | 2 | 0   | 0   | 3 | 18 | 15 | +3  | 6   |
| 5 | Litva               | 5  | 1 | 0   | 0   | 4 | 9  | 24 | −15 | 3   |
| 6 | Estonija            | 5  | 0 | 0   | 0   | 5 | 8  | 30 | −22 | 0   |

Kazahstan napreduje v elitno divizijo za 2012.
Estonija je izpadla v Divizijo II za 2012.

### Tekme
| 17. april | Estonija | 1 – 5 | Kazahstan | Palača športa, Kijev |

| Poročilo tekme | Poročilo tekme                              | Poročilo tekme  | Poročilo tekme | Poročilo tekme                         |
| -------------- | ------------------------------------------- | --------------- | --- | -------------------------------------- |
| Začetek: 13:30 | 28:46 – A. Makrov (T. Suursoo, A. Nekrasov) | (0–2, 1–1, 0–2) | 07:58 – F. Polišuk (D. Dudarev, M. Beljajev) 16:01 – V. Krasnoslabodcev (T. Žajlavov, V. Jeremejev) (PP) 39:18 – D. Dudarev (F. Polišuk, V. Krasnoslobodcev) 55:48 – T. Žajlavov (V. Krasnoslobodcev, A. Gavrilin) 59:08 – R. Starčenko (J. Bumagin) | Gledalci: 1.602 Sodnik: Ruud van Baast |

| 17. april | Litva | 1 – 5 | Poljska | Palača športa, Kijev |

| Poročilo tekme | Poročilo tekme                         | Poročilo tekme  | Poročilo tekme | Poročilo tekme                     |
| -------------- | -------------------------------------- | --------------- | --- | ---------------------------------- |
| Začetek: 17:00 | 12:21 – P. Rulevičius (M. Kieras) (PP) | (1–2, 0–2, 0–1) | 09:19 – M. Danieluk (M. Kotlorz) (PP) 15:00 – J. Witecki (G. Pasiut) (PP) 38:38 – J. Rzeszutko (P. Noworyta) (SH) 39:38 – M. Luposki (M. Kolusz) 51:02 – M. Kolusz (M. Kotlorz, R. Dutka) (PP) | Gledalci: 2.813 Sodnik: Jan Hribik |

| 17. april | Združeno kraljestvo | 5 – 3 | Ukrajina | Palača športa, Kijev |

| Poročilo tekme | Poročilo tekme | Poročilo tekme  | Poročilo tekme | Poročilo tekme                         |
| -------------- | --- | --------------- | --- | -------------------------------------- |
| Začetek: 20:30 | 24:15 – D. Clarke (G. Owen, J. Hutchins) 31:11 – R. Dowd (A. Tait, J. Hewitt) 36:22 – D. Clarke (J. Hutchins, G. Owen) 43:05 – C. Shields (J. Weaver, D. Longstaff) (PP) 52:24 – J. Phillips (R. Cowley, D. Meyers) | (0–1, 3–2, 2–0) | 11:40 – O. Pobjedonoscev (V. Ljutkevič, O. Materukin) (PP2) 26:12 – O. Timčenko (O. Šafarenko, O. Materukin) (PP) 38:03 – O. Pobjedonoscev (O. Materukin, O. Timčenko) | Gledalci: 6.213 Sodnik: Richard Schütz |

| 18. april | Poljska | 8 – 3 | Estonija | Palača športa, Kijev |

| Poročilo tekme | Poročilo tekme | Poročilo tekme  | Poročilo tekme                                                                             | Poročilo tekme                       |
| -------------- | --- | --------------- | ------------------------------------------------------------------------------------------ | ------------------------------------ |
| Začetek: 13:30 | 05:47 – K. Zapala (P. Dronia, M. Kolusz) 23:58 – M. Lopuski (M. Kolusz) 36:55 – M. Urbanowicz 41:03 – M. Luposki (L. Laszkievicz, K. Zapala) 42:37 – M. Kolusz (K. Zapala, P. Dronia) 49:18 – J. Rzeszutko (M. Luposki) (SH) 52:39 – K. Dziubinski (L. Laszkiewicz, G. Pasiut) 54:42 – G. Pasiut (L. Laszkiewicz) | (1–0, 2–1, 5–2) | 21:00 – A. Petrov (A. Osipov, K. Kaljuste) 55:37 – A. Sibircev 58:01 – D. Suur (A. Makrov) | Gledalci: 875 Sodnik: Richard Schütz |

| 18. april | Kazahstan | 2 – 1 | Združeno kraljestvo | Palača športa, Kijev |

| Poročilo tekme | Poročilo tekme                                                                         | Poročilo tekme  | Poročilo tekme                             | Poročilo tekme                     |
| -------------- | -------------------------------------------------------------------------------------- | --------------- | ------------------------------------------ | ---------------------------------- |
| Začetek: 17:00 | 29:08 – A. Gavrilin (V. Novopašin, V. Krasnoslobodcev) 54:34 – D. Dudarev (F. Polišuk) | (0–1, 1–0, 1–0) | 14:46 – D. Longstaff (P. Hill, C. Shields) | Gledalci: 2.119 Sodnik: Jan Hribik |

| 18. april | Ukrajina | 5 – 1 | Litva | Palača športa, Kijev |

| Poročilo tekme | Poročilo tekme | Poročilo tekme  | Poročilo tekme                    | Poročilo tekme                      |
| -------------- | --- | --------------- | --------------------------------- | ----------------------------------- |
| Začetek: 20:30 | 02:33 – D. Nimenko (A. Miknov) 14:28 – O. Pobjedonoscev (V. Ljutkevič, O. Šafarenko) (PP) 37:33 – O. Materukin (V. Ljutkevič, A. Srjubko) 44:43 – S. Černenko (D. Nimenko) 46:18 – O. Šafarenko (O. Timčenko, O. Pobjedonoscev) | (2–0, 1–1, 2–0) | 22:11 – M. Kieras (N. Alisauskas) | Gledalci: 3.675 Sodnik: David Lewis |

| 20. april | Kazahstan | 7 – 0 | Litva | Palača športa, Kijev |

| Poročilo tekme | Poročilo tekme | Poročilo tekme  | Poročilo tekme | Poročilo tekme                         |
| -------------- | --- | --------------- | -------------- | -------------------------------------- |
| Začetek: 13:30 | 03:05 – T. Žajlavov (A. Gavrilin, V. Krasnoslobodcev) 07:13 – J. Bumagin (A. Vasilčenko, K. Puškarjov) 26:54 – J. Bumagin (A. Vasilčenko, K. Romanov) 30:26 – K. Romanov (K. Puškarjov, A. Lakiza) 31:04 – R. Starčenko (T. Žajlavov, A. Trošinski) 53:45 – T. Žajlavov (A. Trošinski, A. Gavrilin) (PP) 55:58 – M. Kudjakov (R. Savčenko, J. Fadejev) | (2–0, 3–0, 2–0) |                | Gledalci: 1.002 Sodnik: Ruud van Baast |

| 20. april | Estonija | 0 – 7 | Združeno kraljestvo | Palača športa, Kijev |

| Poročilo tekme | Poročilo tekme | Poročilo tekme  | Poročilo tekme | Poročilo tekme                      |
| -------------- | -------------- | --------------- | --- | ----------------------------------- |
| Začetek: 17:00 |                | (0–7, 0–0, 0–0) | 03:06 – P. Hill (C. Shields, M. Richardson) (PP) 04:59 – A. Tait (R. Dowd) 08:19 – D. Longstaff (J. Weaver) 08:45 – D. Phillips (J. Hutchins, B. O'Connor) 10:41 – D. Clarke (R. Lachowicz, G. Owen) 18:17 – B. O'Connor (D. Clarke, G. Owen) 19:42 – R. Dowd (J. Weaver, S. Murphy) (PP) | Gledalci: 1.248 Sodnik: David Lewis |

| 20. april | Ukrajina | 4 – 1 | Poljska | Palača športa, Kijev |

| Poročilo tekme | Poročilo tekme | Poročilo tekme  | Poročilo tekme         | Poročilo tekme                     |
| -------------- | --- | --------------- | ---------------------- | ---------------------------------- |
| Začetek: 20:30 | 14:47 – A. Miknov (V. Šakrajčuk, S. Klimentjev) (PP) 23:54 – O. Šafarenko (V. Ljutkevič) 34:37 – O. Timčenko (O. Šafarenko, O. Materukin) 39:58 – O. Šafarenko (O. Materukin, O. Timčenko) (PP) | (1–0, 3–1, 0–0) | 39:23 – G. Pasiut (SH) | Gledalci: 6.676 Sodnik: Jan Hribik |

| 21. april | Združeno kraljestvo | 5 – 2 | Litva | Palača športa, Kijev |

| Poročilo tekme | Poročilo tekme | Poročilo tekme  | Poročilo tekme                                                                                 | Poročilo tekme                       |
| -------------- | --- | --------------- | ---------------------------------------------------------------------------------------------- | ------------------------------------ |
| Začetek: 13:30 | M. Myers (J. Hutchins, D. Phillips) – 02:31 B. O' Connor (C. Neilson, J. Weaver) (PP) – 13:26 D. Longstaff (J. Weaver, C. Neilson) – 16:59 D. Clarke (PS) – 19:24 C. Neilson (D. Longstaff, R. Lachowicz) – 30:12 | (4–0, 1–1, 0–1) | 32:56 – D. Lelėnas (D. Pliskauskas) (SH) 50:14 – D. Pliskauskas (M. Kieras, D. Vaiciukevicius) | Gledalci: 714 Sodnik: Richard Schütz |

| 21. april | Poljska | 2 – 4 | Kazahstan | Palača športa, Kijev |

| Poročilo tekme | Poročilo tekme                                                                            | Poročilo tekme  | Poročilo tekme | Poročilo tekme                      |
| -------------- | ----------------------------------------------------------------------------------------- | --------------- | --- | ----------------------------------- |
| Začetek: 17:00 | M. Urbanowicz (J. Rzeszutko) – 41:06 L. Laszkiewicz (G. Pasiut, P. Noworyta) (PP) – 50:06 | (0–2, 0–1, 2–1) | 05:57 – M. Beljajev (F. Polišuk, D. Dudarev) 11:37 – R. Savčenko (R. Starčenko, J. Fadejev) (PP) 34:58 – K. Puškarjov (R. Starčenko, K. Romanov) 59:08 – M. Semjonov (SH, ENG) | Gledalci: 1.538 Sodnik: David Lewis |

| 21. april | Ukrajina | 5 – 2 | Estonija | Palača športa, Kijev |

| Poročilo tekme | Poročilo tekme | Poročilo tekme  | Poročilo tekme                                               | Poročilo tekme                         |
| -------------- | --- | --------------- | ------------------------------------------------------------ | -------------------------------------- |
| Začetek: 20:30 | V. Šakrajčuk (A. Miknov, S. Klimentjev) (PP) – 17:27 O. Timčenko (O. Materukin, A. Srjubko) – 23:15 S. Klimentjev (D. Cirul, V. Šakrajčuk) – 24:59 O. Materukin (O. Šafarenko, V. Ljutkevič) (PP) – 33:37 O. Materukin (O. Šafarenko, V. Ljutkevič) (SH) – 39:06 | (1–0, 4–2, 0–0) | 24:21 – A. Makrov 37:17 – A. Makrov (L. Lahesalu, A. Petrov) | Gledalci: 5.238 Sodnik: Ruud van Baast |

| 23. april | Litva | 5 – 2 | Estonija | Palača športa, Kijev |

| Poročilo tekme | Poročilo tekme | Poročilo tekme  | Poročilo tekme                                                                            | Poročilo tekme                       |
| -------------- | --- | --------------- | ----------------------------------------------------------------------------------------- | ------------------------------------ |
| Začetek: 12:30 | M. Kieras (E. Bauba, D. Kumeliauskas) (PP) – 05:12 A. Katulis (P. Rulevičius, D. Kumeliauskas) (PP) – 09:49 P. Verenis (A. Bosas) – 31:57 D. Kumeliauskas (E. Bauba, P. Rulevičius) – 48:28 P. Verenis (A. Bosas) (ENG) – 58:58 | (2–1, 1–1, 2–0) | 19:17 – V. Titarenko (A. Sibircev, A. Nekrasov) 35:20 – T. Suursoo (A. Petrov, A. Makrov) | Gledalci: 892 Sodnik: Richard Schütz |

| 23. april | Poljska | 2 – 3 | Združeno kraljestvo | Palača športa, Kijev |

| Poročilo tekme | Poročilo tekme                                                                                     | Poročilo tekme  | Poročilo tekme | Poročilo tekme                     |
| -------------- | -------------------------------------------------------------------------------------------------- | --------------- | --- | ---------------------------------- |
| Začetek: 16:00 | F. Drzewiecki (K. Dziubinski, M. Urbanowicz) – 06:51 K. Dziubinski (M. Kotlorz, M. Kolusz) – 33:36 | (1–2, 1–0, 0–1) | 13:15 – J. Weaver (D. Longstaff, A. Tait) (PP) 13:55 – R. Cowley (D. Clarke, M. Myers) 53:04 – B. O' Connor (D. Clarke, J. Weaver) (PP) | Gledalci: 1.754 Sodnik: Jan Hribik |

| 23. april | Kazahstan | 3 – 2 (pod.) | Ukrajina | Palača športa, Kijev |

| Poročilo tekme | Poročilo tekme | Poročilo tekme       | Poročilo tekme                                                                                           | Poročilo tekme                      |
| -------------- | --- | -------------------- | --- | ----------------------------------- |
| Začetek: 19:30 | M. Beljajev (PP) – 31:11 A. Gavrilin (A. Trošinski, K. Puškarjov) – 52:22 F. Polišuk (D. Dudarev, A. Koledajev) – 62:01 | (0–0, 1–1, 1–1, 1–0) | 39:40 – J. Navarenko (V. Šakrajčuk, A. Miknov) (PP) 45:08 – O. Timčenko (V. Ljutkevič, O. Pobjedonoscev) | Gledalci: 6.837 Sodnik: David Lewis |

### Najboljši igralci
Najboljši igralci po izboru direktorata:
- Najboljši vratar:  Stephen Murphy
- Najboljši branilec:  Roman Savčenko
- Najboljši napadalec:  Oleksander Materukin

### Vodilni strelci
| Igralec                  | OT | G | P | TOČ | +/- | KM |
| ------------------------ | -- | - | - | --- | --- | -- |
| Oleksander Materukin     | 5  | 3 | 6 | 9   | +6  | 12 |
| Oleg Šafarenko           | 5  | 3 | 5 | 8   | +6  | 16 |
| Jonathan Weaver          | 5  | 1 | 7 | 8   | +1  | 0  |
| David Clarke             | 5  | 4 | 3 | 7   | +4  | 4  |
| Oleg Timčenko            | 5  | 4 | 3 | 7   | +6  | 4  |
| Vitalij Ljutkevič        | 5  | 0 | 7 | 7   | +7  | 0  |
| David Longstaff          | 5  | 3 | 3 | 6   | +3  | 0  |
| Marcin Kolusz            | 5  | 2 | 4 | 6   | +1  | 4  |
| Andrej Makrov            | 5  | 3 | 2 | 5   | −4  | 4  |
| Oleksander Pobjedonoscev | 5  | 3 | 2 | 5   | +5  | 2  |
| Talgat Žajlavov          | 5  | 3 | 2 | 5   | +4  | 0  |

### Vodilni vratarji
V preglednici je navedenih najboljših pet vratarjev, ki so za svoje reprezentance na ledu prebili vsaj 40% igralnega časa.
| Igralec            | MIN    | SOG | GA | GAA  | %     | SO |
| ------------------ | ------ | --- | -- | ---- | ----- | -- |
| Stephen Murphy     | 285:25 | 138 | 9  | 1.89 | 93,48 | 0  |
| Vitalij Jeremejev  | 242:01 | 80  | 6  | 1.49 | 92,50 | 0  |
| Kostiantin Simčuk  | 180:26 | 77  | 9  | 2.99 | 88,31 | 0  |
| Mantas Armalis     | 200:00 | 104 | 13 | 3.90 | 87,50 | 0  |
| Rafal Radziszewski | 219:19 | 86  | 11 | 3.01 | 87,21 | 0  |

Za obrazložitev tabele glej sem.

## Televizijski prenosi
Divizijo I so prenašale naslednje televizijske postaje:
| Država     | Televizijska postaja   |
| ---------- | ---------------------- |
| Češka      | Sport 1                |
| Estonija   | Viasat Sport Baltic    |
| Madžarska  | Sport 1                |
| Italija    | Rai Sport              |
| Kazahstan  | Kazakhstan National TV |
| Latvija    | Viasat Sport Baltic    |
| Litva      | Viasat Sport Baltic    |
| Nizozemska | NOS                    |
| Poljska    | Polsat Sport           |
| Romunija   | Chello Central Europe  |
| Slovaška   | Chello Central Europe  |
| Ukrajina   | Pershyi Natsionalnyi   |